# Jat
Els jats (hindi: जाट JAT, urdu: جٹ JAT, punjabi: ਜੱਟ Jatt) són un grup ètnic ari del subcontinent indi que viuen principalment al Panjab, Sind, Uttar Pradesh i Rajasthan. Es creu que els zutt eren originàriament jats. El seu nombre el 1931 era d'uns nou milions i el 1981 de 31.000.000. El nombre actual no està determinat però hauria d'estar a l'entorn de cinquanta milions.
Fins al 1955 van practicar la poligàmia que llavors fou suprimida per la llei de l'Índia. En 2012 el diari Hindustan Times va informar que els jats de l'Índia tenien un nombre estimat d'al voltant de 82,5 millions.

## Història
Apareixen esmentats durant la conquesta musulmana del Sind, primer contra el general Budayl ibn Tahfa al-Bajalí al que van matar i després en l'atac de Muhàmmad ibn al-Qàssim a Daybul del 712. Llavors governaven la regió de Kaikan. Aquest territori fou conquerit pels musulmans a la meitat del segle ix. S'esmenta governs jats a Amarkot, Sushtan, Halakhandi; al Panjab s'havien establert al segle iv i havien creat diversos petits estats o repúbliques principalment al que després fou el principat de Bikaner, però en general a tot el nord-est i nord-oest del Rajasthan conegut com a Jangladesh:
| S.No. | Nom     | Nom del cap | Nombre de poblets | Capital   | Non dels districtes                                                           |
| ----- | ------- | ----------- | ----------------- | --------- | ----------------------------------------------------------------------------- |
| 1.    | Punia   | Kanha       | 300               | Luddi     | Bhadra, Ajitpur, Sidhmukh, Rajgarh, Dadrewa, Sankhoo                          |
| 2.    | Beniwal | Raisal      | 150               | Raisalana | Bhukarkho, Sanduri, Manoharpur, Kooi, Bae                                     |
| 3.    | Johiya  | Sher Singh  | 600               | Bhurupal  | Jaitpur, Kumanu, Mahajan, Peepasar, Udasar                                    |
| 4.    | Sihag   | Chokha      | 150               | Suin      | Rawatsar, Biramsar, Dandusar, Gandaisi                                        |
| 5.    | Saharan | Pula        | 300               | Bhadang   | Khejra, Phog, Buchawas, Sui, Badnu, Sirsila                                   |
| 6.    | Godara  | Pandu       | 700               | Shekhsar  | Shekhsar, Pundrasar, Gusainsar (Bada), Gharsisir, Garibdesar, Rungaysar, Kalu |
| 7.    | Kaswan  | Kanwarpal   | 360               | Sidhmukh  |                                                                               |

Entre 1398 i 1526 uns 2200 pobles (de 2670) estaven en poder dels jats a Jangladesh.
Altres repúbliques dels jats eren: 
- a Jangladesh
  - Bhadu a Bhadra.
  - Bhati a Bhatner (moderna Hanumangarh i Bhatinda.
  - Bhukar a Sambhar i Gothra Bhukaran.
  - Chahar a Sidmukh (segle xiii)
  - Jakhar a Reni (moderna Taranagar)
  - Sangwan a Sarsu (segles VIII-IX)
  - Sahu, capital Dhansia
- a Marwar:
  - Dhaulya
  - Dudi
  - Gaina
  - Jewlia
  - Karwasra
  - Kulhari
  - Moond
- a Matsya 
  - Katewa
  - Khoja
  - Vijayrania (segle X a XIII)
- Al sud de Rajasthan
  - Jatrana
  - Gora
  - Ranthambore
  - Sheoran
  - Chandlai
- A les Províncies Unides d'Agra i Oudh
  - Garhwal -
  - Kaliramna
  - Khirwar
  - Nauhwar
  - Koil (Aligarh)
  - Hala
  - Kuntal
  - Pachar
  - Thenua
  - Thakurele
- a Malwa
  - Malwa
    - Harshavardhana
    - Shiladitya
    - Singhavarma
    - Vishnuvardhan
    - Yasodharman

En temps de Mahmud de Gazni quan van atacar diverses vegades a la rereguarda gaznèvida a la vora de l'Indus.
No tornen a aparèixer a l'escena internacional fins al 1637 sota Shah Jahan, quan es van revoltar i van matar el fawdjdar de Mathura, Murshid Kuli Khan.
Sota Aurangzeb, dirigits per dos caps de noms Radja Ram i Ram Chehra es van revoltar el 1669 va assolar diverses regions i van intentar saquejar la tomba d'Akbar a Sikandra però foren rebutjats pel general Mir Abu l-Fadl. Aurangzeb va enviar contra ells al general Kahn-i Jahan Kokaltash que fou derrotat; llavors Aurangzeb va enviar al seu net Bidar Bakht ibn Muhammad Azzam.
Es van fundar o reforçar estats jats com Gohad, prop de Gwalior (des de 1505) iniciat per Singhan Deo i seguit per 17 ranes: Singhan Deo I, Singhan Deo II, Devi Singh, Udyaut Singh, Rana Anup Singh, Sambhu Singh, Abhay Chander, Ratan Singh, Uday Singh, Bagh Raj, Gaj Singh, Jaswant, Bhim Singh, Girdhar Pratap Singh, Chhatar Singh, Kirat Singh. El 1708 l'exèrcit de Bhadauria sota Umara-i-Uzzam Maharajadhiraj Sriman Maharaja Mahendra Gopal Singh de Bhadawar van envair l'estat i en van annexionar gran part (era rana Bhim Singh) i va ropmandre part de Bhadawar fins a 1738. Els britanic van derrotar els marathes i van entregar diversos estats als jats entre els quals Gohad el 1804 per després retornar als marathes el 1805 i el rana Kirat Singh va rebre Dhaulpur, Badi i Rajakheda a canvi de Gohad.
A la mort de l'emperador, els jats de Bharatpur dirigits per Suradj Mal, van assolar la regió entre Agra i Delhi. El 1757 foren atacats pels abdali (durrani) però només va poder obtenir victòries parcials. El 1761 el sobirà durrani va derrotar els marathes decisivament a la tercera batalla de Panipat i això va aturar als jats. Els jats van governar Agra entre 1761 i 1774. Llavors un cap jat del Panjab, Ala Singh, que estava al servei del shah durrani, va rebre en feu un territori en recompensa pels seus serveis militars, territori que fou l'embrió del principat de Patiala. Altres estats jats foren: Dholpur, Bharatpur, Kuchesar, Ballabgarh, Patiala, Nabha, Jhind, Mursan i l'estat sikh de Panjab creat al començament del segle xviii per Ranjit Singh.
Després els jats van restar tranquils fins al 1857 quan van aprofitar el motí dels sipais per saquejar i massacrar.
Durant els disturbis de 1947 foren actius a Alwar i Bharatpur on van cometre saquejos i matances en la confusió de la partició. Després van crear les seves pròpies organitzacions polítiques.
Els jat practiquen les religions hindú, musulmana i sikh. Viuen al Pakistan i l'Índia però també hi ha grups d'emigrants als Estats Units, Canadà, el Regne Unit i Austràlia.
En febrer de 2016 a Delhi membres d'aquesta casta van fer protestes que implicaren que 10 milions de persones es quedaren sense subministrament de l'aigua.

## Galeria

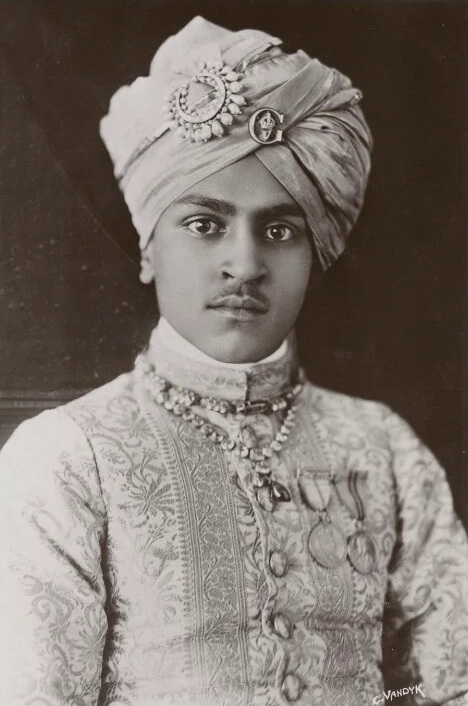
Jats: Kishan Singh de Bharatpur.
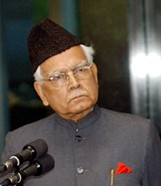
Jats: ministre d'afers exteriors K. Natwar Singh
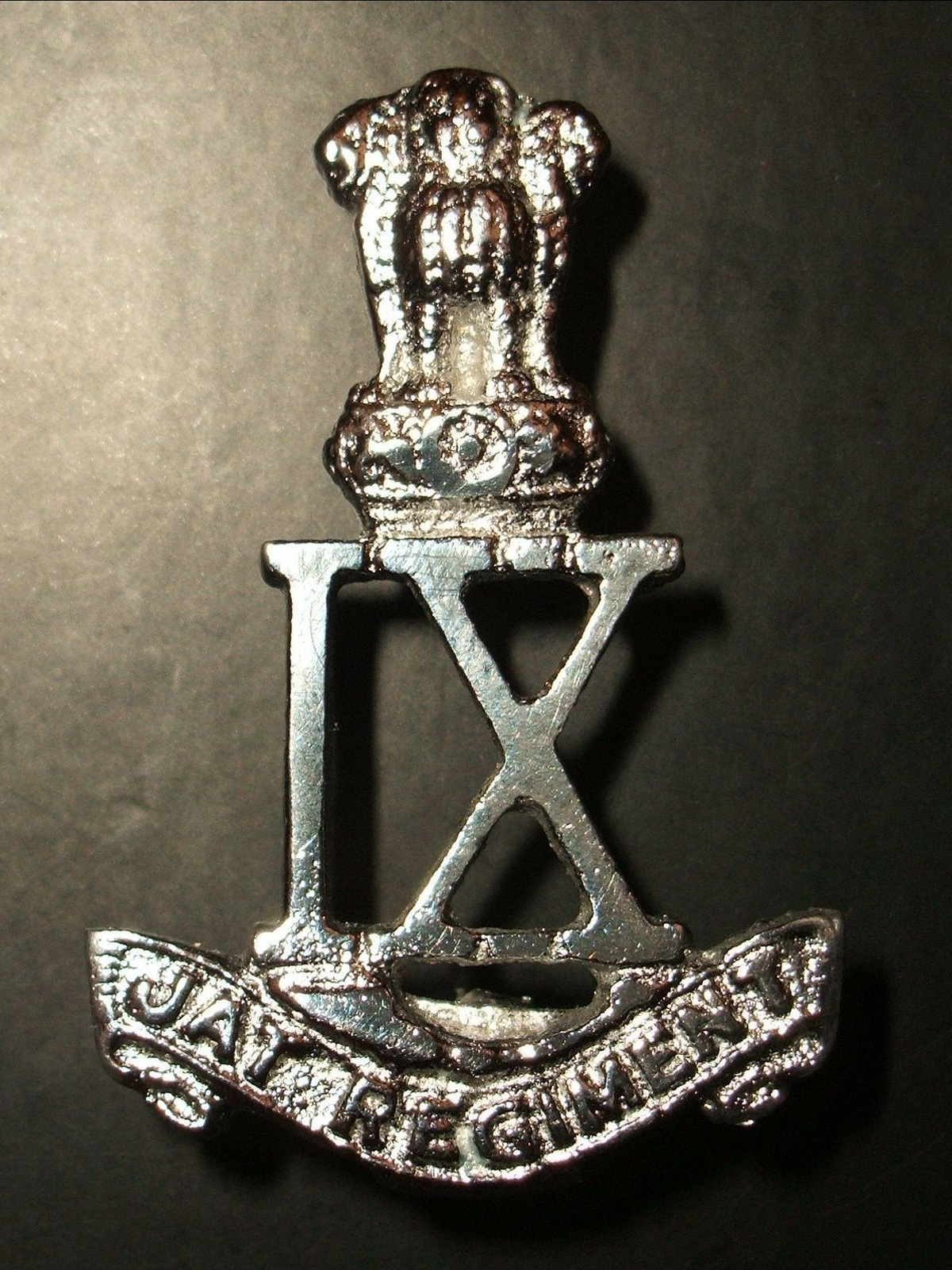
Emblema de regiment jat